# Aranea Peel

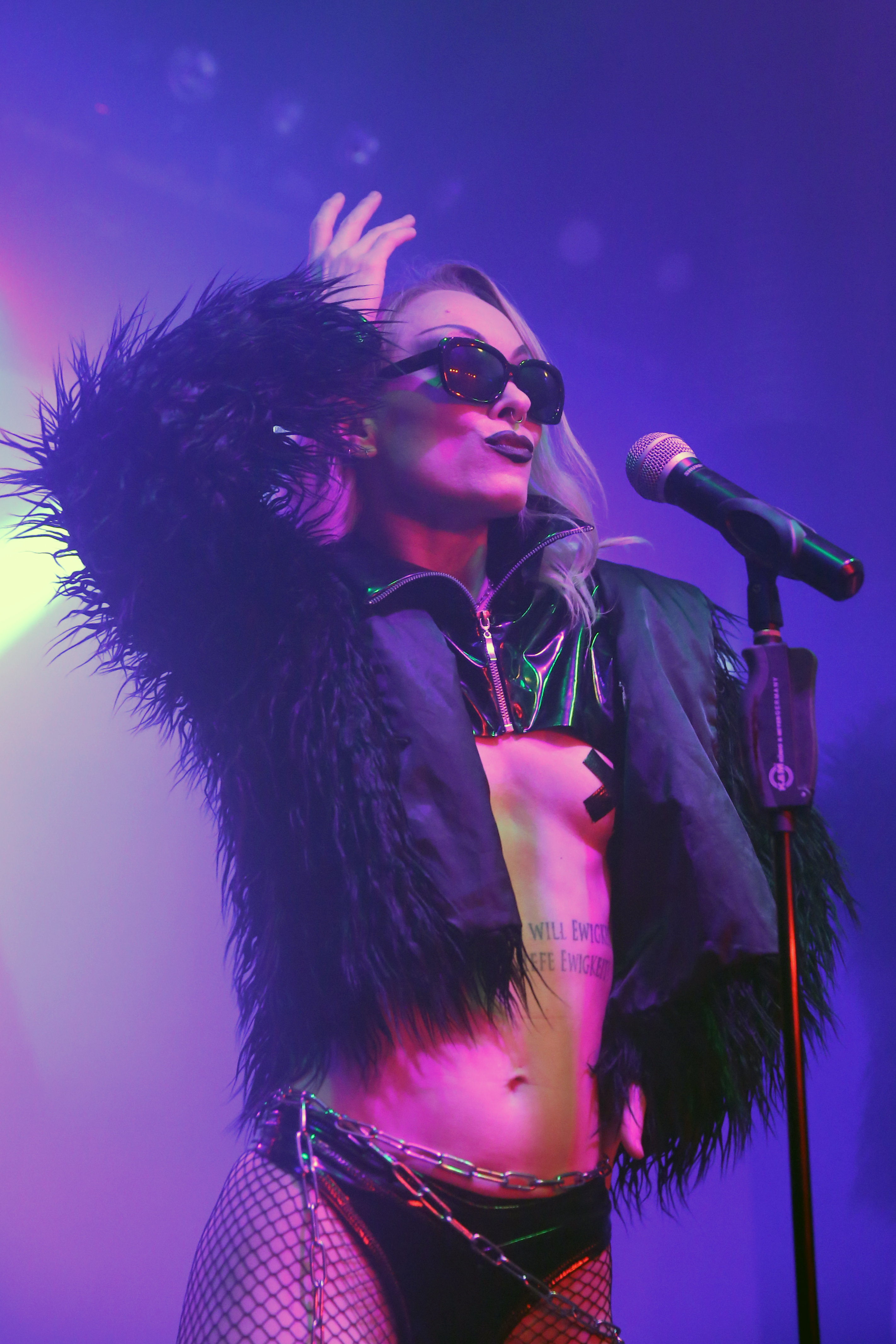
Aranea Peel bei einem Konzert in Hannover im November 2023

Aranea Peel ist eine deutsche Musikerin und Sängerin der Band Grausame Töchter.

## Werdegang
Aranea Peel besuchte von 1997 bis 1999 die John Cranko Schule in Stuttgart und von 2004 bis 2007 die Stage School Hamburg (Gesang, Tanz, Schauspiel). Im Jahr 2022 schloss sie ihr Studium der Psychologie an der Fernuniversität in Hagen ab (Schwerpunkt kognitive Psychologie und Diagnostik).

## Bühnenrollen
Seit dem Jahr 2000 steht Peel als Sängerin, Tänzerin und Schauspielerin auf der Bühne. Ihre Engagements umfassten dabei bislang die folgenden Rollen:
- 2000 – 2002 Gypsy, Rolle: Louise
- 2001 – 2002 Im weißen Rössl Rolle: Kathi
- 2002 – 2003 Aida (Oper) (Giuseppe Verdi) Rolle: Amazone
- 2004 – 2007 Monday Nights, Rolle: diverse Musicalfiguren
- 2005 Musicalgala, Rolle: Tänzerin
- 2015 Im weißen Rößl, Rolle: Ottilie Giesicke
- 2024 Zarah 47 – Das totale Lied, Rolle: Zarah Leander

## Grausame Töchter
Im Jahr 2009 gründet Peel die (Eigenbeschreibung) „Neo-Electro BDSM-Girl-Band“ Grausame Töchter, die bislang acht Alben veröffentlicht hat. Die Band trat in verschiedenen Besetzungen u. a. beim Wave Gotik Treffen auf, sowie auf diversen weiteren Festivals und Tourneen in Deutschland und dem europäischen Ausland.

## Deutsche Chansons
Seit dem Jahr 2011 tritt Peel unter der musikalischen Leitung von Hans-Jürgen Osmers auch mit einem deutschsprachigen Chanson-Programm auf. Begleitet von verschiedenen Orchesterbesetzungen sang sie dabei u. a. Stücke von Bertolt Brecht, Friedrich Hollaender, Theo Mackeben, Lion Feuchtwanger und Gottfried Benn. Die Auftritte fanden bislang in verschiedenen Städten in Deutschland und der Schweiz statt, u. a. im Rahmen des Kurt Weill Festivals in Dessau (2015), im Rahmen der Berlin Fashion Week und im KitKatClub in Berlin.

## Fernsehen
Im Jahr 2013 war Peel Interview-Gast in der Sendung "Nadia auf den Spuren der Liebe" (Einsfestival/WDR). In der Sendung sind auch Ausschnitte aus einem Konzert der Band Grausame Töchter in der Hamburger Prinzenbar zu sehen.

## Künstlerische Nebenprojekte
Peels künstlerisches Schaffen umfasst neben ihren musikalischen Aktivitäten auch die Fotografie und die Produktion von Musikvideos. Hierzu zählen u. a. Videos für die Band Twins in Fear.